# A Tua Cara Não Me É Estranha (4.ª edição)
A quarta edição de A Tua Cara não me é Estranha em Portugal estreou a 22 de outubro de 2016. É transmitido na TVI e produzido pela Endemol Portugal. Com a apresentação de Cristina Ferreira e Manuel Luís Goucha.
Em outubro de 2016, a TVI anunciou o regresso do formato. Desta vez, o programa será emitido em diferido, aos sábados à noite. Pela primeira vez, o programa somente contará com 3 jurados: Luís Jardim, Alexandra Lencastre e José Carlos Pereira. Os professores permanecem os mesmo das edições anteriores: CC para as aulas de canto e Cifrão para as coreografias. O grupo de concorrentes foi oficializado a 20 de outubro. A Final foi transmitida no dia 21 de janeiro e David Antunes foi consagrado vencedor.

## Júri
| Jurado              | Idade   | Ocupação                  |
| ------------------- | ------- | ------------------------- |
| Luís Jardim         | 66 anos | Músico e Produtor Musical |
| Alexandra Lencastre | 51 anos | Atriz                     |
| José Carlos Pereira | 37 anos | Ator e Cantor             |

## Concorrentes
| Concorrente     | Idade   | Ocupação                | Gala(s) que venceu | Gala(s) em 8.º lugar | Resultado |
| --------------- | ------- | ----------------------- | ------------------ | -------------------- | --------- |
| David Antunes   | 36 anos | Cantor                  | 3.ª, 7.ª e 11.ª    | –                    | Vencedor  |
| Maria Sampaio   | 32 anos | Atriz e Cantora         | 1.ª                | 11.ª                 | 2.º Lugar |
| Darko           | 28 anos | Cantor                  | 2.ª                | 12.ª                 | 3.º Lugar |
| Jorge Mourato   | 42 anos | Ator                    | 5.ª e 12.ª         | –                    | 3.º Lugar |
| Marta Andrino   | 29 anos | Atriz e Apresentadora   | 9.ª                | 1.ª                  | 5.º Lugar |
| Carolina Torres | 27 anos | Apresentadora e Cantora | 6.ª                | 7.ª, 8.ª e 9.ª       | 6.º Lugar |
| Sérgio Rossi    | 36 anos | Cantor                  | 4.ª                | 3.ª                  | 7.º Lugar |
| Melânia Gomes   | 32 anos | Atriz                   | 8.ª                | 2.ª, 4.ª, 5.ª e 6.ª  | 8.º Lugar |

## Resultados
| Concorrente | Galas | Galas | Galas | Galas | Galas | Galas | Galas | Galas | Galas | Galas | Galas | Galas | Total | Final      |
| Concorrente | 1     | 2     | 3     | 4     | 5     | 6     | 7     | 8     | 9     | 10    | 11    | 12    | Total | Final      |
| ----------- | ----- | ----- | ----- | ----- | ----- | ----- | ----- | ----- | ----- | ----- | ----- | ----- | ----- | ---------- |
| David       | 37    | 24    | 39    | 25    | 27    | 40    | 57    | 36    | 28    | –     | 50    | 20    | 383   | Vencedor   |
| Maria       | 39    | 34    | 22    | 35    | 31    | 36    | 26    | 44    | 23    | –     | 15    | 48    | 353   | 2.º Lugar  |
| Darko       | 26    | 39    | 37    | 29    | 35    | 31    | 30    | 20    | 45    | –     | 34    | 16    | 342   | 3.º Lugar  |
| Jorge       | 28    | 23    | 31    | 25    | 39    | 27    | 23    | 19    | 32    | –     | 19    | 54    | 320   | 3.º Lugar  |
| Marta       | 12    | 33    | 24    | 20    | 27    | 21    | 30    | 25    | 61    | –     | 32    | 27    | 319   | Eliminados |
| Carolina    | 26    | 28    | 30    | 33    | 20    | 45    | 16    | 12    | 15    | –     | 44    | 36    | 305   | Eliminados |
| Sérgio      | 30    | 25    | 17    | 39    | 25    | 28    | 30    | 29    | 25    | –     | 27    | 29    | 304   | Eliminados |
| Melânia     | 20    | 17    | 23    | 17    | 19    | 19    | 35    | 54    | 18    | –     | 26    | 17    | 265   | Eliminados |

Legenda:
     Vencedor(a) na Gala
     8.º lugar na Gala
     8.º lugar, por ausência na Gala
     Eliminado(a) na Semifinal
     Finalista
     Terceiro lugar do programa
     Segundo lugar do programa
     Vencedor(a) do programa

## Galas

### 1.ª Gala (22 de outubro de 2016)
- Nota: Marta Andrino não pôde estar presente na Gala de Estreia do programa e por isso recebeu a pontuação mínima do júri.

| Concorrente     | Artista imitado   | Canção                            | Pontuação | Pontuação | Pontuação | Pontuação             | Total | Resultado final |
| Concorrente     | Artista imitado   | Canção                            | Zeca      | Alexandra | Luís      | Colegas (5 pts. cada) | Total | Resultado final |
| Carolina Torres | Taylor Swift      | "Shake it Off"                    | 7         | 7         | 7         | 5                     | 26    | 5.º Lugar       |
| Darko           | Ed Sheeran        | "Thinking Out Loud"               | 9         | 9         | 8         | —                     | 26    | 5.º Lugar       |
| Maria Sampaio   | Beyoncé           | "Run the World (Girls)"           | 12        | 10        | 12        | 5                     | 39    | Vencedora       |
| Sérgio Rossi    | Mariza            | "Ó Gente da Minha Terra"          | 8         | 8         | 9         | 5                     | 30    | 3.º Lugar       |
| David Antunes   | Elton John        | "Don't Let the Sun Go Down on Me" | 10        | 12        | 10        | 5                     | 37    | 2.º Lugar       |
| Melânia Gomes   | Carmen Miranda    | "Mamãe Eu Quero"                  | 5         | 5         | 5         | 5                     | 20    | 7.º Lugar       |
| Jorge Mourato   | António Variações | "Estou Além"                      | 6         | 6         | 6         | 10                    | 28    | 4.º Lugar       |
| Marta Andrino   | Não atuou         | Não atuou                         | 4         | 4         | 4         | —                     | 12    | 8.º Lugar       |

Outras atuações
| Convidado   | Artista imitado | Canção                |
| Cuca Roseta | Bruno Mars      | "When I Was Your Man" |

### 2.ª Gala (29 de outubro de 2016)
| Concorrente     | Artista imitado           | Canção                         | Pontuação | Pontuação | Pontuação | Pontuação             | Total | Resultado final |
| Concorrente     | Artista imitado           | Canção                         | Zeca      | Alexandra | Luís      | Colegas (5 pts. cada) | Total | Resultado final |
| Marta Andrino   | Katy Perry                | "Roar"                         | 9         | 10        | 9         | 5                     | 33    | 3.º Lugar       |
| Darko           | Marisa Liz (Amor Electro) | "Rosa Sangue"                  | 10        | 9         | 10        | 10                    | 39    | Vencedor        |
| Melânia Gomes   | Britney Spears            | "Toxic"                        | 7         | 6         | 4         | —                     | 17    | 8.º Lugar       |
| Sérgio Rossi    | Michael Bolton            | "When a Man Loves a Woman"     | 8         | 4         | 8         | 5                     | 25    | 5.º Lugar       |
| Jorge Mourato   | Paul Stanley (KISS)       | "I Was Made for Lovin' You"    | 4         | 7         | 7         | 5                     | 23    | 7.º Lugar       |
| Maria Sampaio   | Simone de Oliveira        | "Sol de Inverno"               | 12        | 5         | 12        | 5                     | 34    | 2.º Lugar       |
| Carolina Torres | Steven Tyler (Aerosmith)  | "I Don't Want To Miss A Thing" | 5         | 12        | 6         | 5                     | 28    | 4.º Lugar       |
| David Antunes   | Tracy Chapman             | "Fast Car"                     | 6         | 8         | 5         | 5                     | 24    | 6.º Lugar       |

Outras atuações
| Convidado      | Artista imitado | Canção      |
| Bárbara Branco | Jessie J        | "Price Tag" |

### 3.ª Gala (5 de novembro de 2016)
| Concorrente     | Artista imitado    | Canção                    | Pontuação | Pontuação | Pontuação | Pontuação             | Total | Resultado final |
| Concorrente     | Artista imitado    | Canção                    | Zeca      | Alexandra | Luís      | Colegas (5 pts. cada) | Total | Resultado final |
| Sérgio Rossi    | Justin Bieber      | "Love Yourself"           | 4         | 4         | 4         | 5                     | 17    | 8.º Lugar       |
| Maria Sampaio   | Romana             | "Já Não Sou Bebé"         | 5         | 6         | 6         | 5                     | 22    | 7.º Lugar       |
| David Antunes   | Jon Bon Jovi       | "It's My Life"            | 10        | 12        | 12        | 5                     | 39    | Vencedor        |
| Carolina Torres | Jessica Rabbit     | "Why Don't You Do Right?" | 9         | 8         | 8         | 5                     | 30    | 4.º Lugar       |
| Darko           | R. Kelly           | "I Believe I Can Fly"     | 12        | 10        | 10        | 5                     | 37    | 2.º Lugar       |
| Jorge Mourato   | Sting (The Police) | "Every Breath You Take"   | 8         | 9         | 9         | 5                     | 31    | 3.º Lugar       |
| Marta Andrino   | P!nk               | "Just Like a Pill"        | 7         | 7         | 5         | 5                     | 24    | 5.º Lugar       |
| Melânia Gomes   | Lady Gaga          | "Alejandro"               | 6         | 5         | 7         | 5                     | 23    | 6.º Lugar       |

### 4.ª Gala (12 de novembro de 2016)
| Concorrente     | Artista imitado            | Canção                | Pontuação | Pontuação | Pontuação | Pontuação             | Total | Resultado final |
| Concorrente     | Artista imitado            | Canção                | Zeca      | Alexandra | Luís      | Colegas (5 pts. cada) | Total | Resultado final |
| David Antunes   | Agir                       | "Parte-me o Pescoço"  | 6         | 6         | 8         | 5                     | 25    | 5.º Lugar       |
| Darko           | Christina Aguilera         | "Ain't No Other Man"  | 8         | 9         | 7         | 5                     | 29    | 4.º Lugar       |
| Maria Sampaio   | Sia                        | "Chandelier"          | 9         | 12        | 9         | 5                     | 35    | 2.º Lugar       |
| Sérgio Rossi    | Fernando Tordo             | "Adeus Tristeza"      | 12        | 10        | 12        | 5                     | 39    | Vencedor        |
| Carolina Torres | Ana Malhoa                 | "Tá Turbinada"        | 10        | 8         | 10        | 5                     | 33    | 3.º Lugar       |
| Melânia Gomes   | Ana Malhoa                 | "Sube la Temperatura" | 4         | 4         | 4         | 5                     | 17    | 8.º Lugar       |
| Marta Andrino   | Adam Levine (Maroon 5)     | "Animals"             | 5         | 5         | 5         | 5                     | 20    | 7.º Lugar       |
| Jorge Mourato   | James Hetfield (Metallica) | "Enter Sandman"       | 7         | 7         | 6         | 5                     | 25    | 5.º Lugar       |

Outras atuações
| Convidado  | Artista imitado | Canção   |
| Ana Malhoa | —               | "Futura" |

### 5.ª Gala (19 de novembro de 2016)
| Concorrente     | Artista imitado         | Canção                | Pontuação | Pontuação | Pontuação | Pontuação             | Total | Resultado final |
| Concorrente     | Artista imitado         | Canção                | Zeca      | Alexandra | Luís      | Colegas (5 pts. cada) | Total | Resultado final |
| Carolina Torres | André 3000 (OutKast)    | "Hey Ya!"             | 7         | 4         | 4         | 5                     | 20    | 7.º Lugar       |
| Marta Andrino   | Ana Bacalhau (Deolinda) | "Seja Agora"          | 9         | 7         | 6         | 5                     | 27    | 4.º Lugar       |
| Maria Sampaio   | Amy Winehouse           | "Valerie"             | 10        | 9         | 7         | 5                     | 31    | 3.º Lugar       |
| Sérgio Rossi    | Ricky Martin            | "Livin' La Vida Loca" | 5         | 6         | 9         | 5                     | 25    | 6.º Lugar       |
| Jorge Mourato   | Xana (Rádio Macau)      | "Elevador da Glória"  | 12        | 10        | 12        | 5                     | 39    | Vencedor        |
| David Antunes   | Tina Turner             | "Proud Mary"          | 6         | 8         | 8         | 5                     | 27    | 4.º Lugar       |
| Melânia Gomes   | Anselmo Ralph           | "Não Me Toca"         | 4         | 5         | 5         | 5                     | 19    | 8.º Lugar       |
| Darko           | Justin Timberlake       | "Like I Love You"     | 8         | 12        | 10        | 5                     | 35    | 2.º Lugar       |

Outras atuações
| Convidado       | Artista imitado | Canção                           |
| Eduardo Madeira | Pikotaro        | "PPAP (Pen-Pineapple-Apple-Pen)" |

### 6.ª Gala (26 de novembro de 2016)
| Concorrente     | Artista imitado | Canção                 | Pontuação | Pontuação | Pontuação | Pontuação               | Total | Resultado final |
| Concorrente     | Artista imitado | Canção                 | Zeca      | Alexandra | Luís      | Colegas (5+3 pts. cada) | Total | Resultado final |
| David Antunes   | Bruno Mars      | "Uptown Funk"          | 10        | 10        | 12        | 8                       | 40    | 2.º Lugar       |
| Jorge Mourato   | Marco Paulo     | "Ninguém, Ninguém"     | 6         | 6         | 7         | 8                       | 27    | 6.º Lugar       |
| Darko           | Sam Smith       | "I'm Not the Only One" | 7         | 7         | 4         | 13                      | 31    | 4.º Lugar       |
| Maria Sampaio   | Prince          | "Kiss"                 | 9         | 9         | 8         | 10                      | 36    | 3.º Lugar       |
| Melânia Gomes   | Anitta          | "Show das Poderosas"   | 5         | 5         | 6         | 3                       | 19    | 8.º Lugar       |
| Carolina Torres | Duffy           | "Mercy"                | 12        | 12        | 10        | 11                      | 45    | Vencedora       |
| Sérgio Rossi    | Josh Groban     | "You Raise Me Up"      | 8         | 8         | 9         | 3                       | 28    | 5.º Lugar       |
| Marta Andrino   | Rita Lee        | "Lança Perfume"        | 4         | 4         | 5         | 8                       | 21    | 7.º Lugar       |

Outras atuações
| Convidado          | Artista imitado | Canção              |
| Manuel Luís Goucha | Rosinha         | "Eu Levo No Pacote" |

### 7.ª Gala (3 de dezembro de 2016)
| Concorrente     | Artista imitado    | Canção                       | Pontuação | Pontuação | Pontuação | Pontuação               | Total | Resultado final |
| Concorrente     | Artista imitado    | Canção                       | Zeca      | Alexandra | Luís      | Colegas (5+3 pts. cada) | Total | Resultado final |
| Maria Sampaio   | Ana Moura          | "Desfado"                    | 9         | 9         | 8         | —                       | 26    | 6.º Lugar       |
| Carolina Torres | Paulo de Carvalho  | "E Depois do Adeus"          | 5         | 5         | 6         | —                       | 16    | 8.º Lugar       |
| Darko           | The Weeknd         | "Can't Feel My Face"         | 10        | 10        | 10        | —                       | 30    | 3.º Lugar       |
| Jorge Mourato   | João Grande (Táxi) | "Chiclete"                   | 7         | 7         | 9         | —                       | 23    | 7.º Lugar       |
| David Antunes   | Elvis Presley      | "Can't Help Falling in Love" | 12        | 12        | 12        | 21                      | 57    | Vencedor        |
| Marta Andrino   | Mariah Carey       | "Hero"                       | 4         | 4         | 4         | 18                      | 30    | 3.º Lugar       |
| Melânia Gomes   | Meghan Trainor     | "All About that Bass"        | 6         | 6         | 7         | 16                      | 35    | 2.º Lugar       |
| Sérgio Rossi    | Ana Carolina       | "Quem de Nós Dois"           | 8         | 8         | 5         | 9                       | 30    | 3.º Lugar       |

Outras atuações
| Convidado      | Artista imitado | Canção    |
| Isaac Carvalho | Djodje          | "Não Vai" |
| Toy            | Tom Jones       | "Delilah" |

### 8.ª Gala (10 de dezembro de 2016)
- Nota: Carolina Torres não pôde estar presente na 8.º Gala e por isso recebeu a pontuação mínima do júri.

| Concorrente     | Artista imitado              | Canção                          | Pontuação | Pontuação | Pontuação | Pontuação               | Total | Resultado final |
| Concorrente     | Artista imitado              | Canção                          | Zeca      | Alexandra | Luís      | Colegas (5+3 pts. cada) | Total | Resultado final |
| Maria Sampaio   | Aretha Franklin              | "Respect"                       | 12        | 12        | 12        | 8                       | 44    | 2.º Lugar       |
| Sérgio Rossi    | Luciano Pavarotti            | "Caruso"                        | 9         | 6         | 8         | 6                       | 29    | 4.º Lugar       |
| Jorge Mourato   | Bruce Springsteen            | "Born in the USA"               | 5         | 5         | 6         | 3                       | 19    | 7.º Lugar       |
| Melânia Gomes   | Manuela Azevedo (Clã)        | "Dançar na corda bamba"         | 8         | 7         | 9         | 30                      | 54    | Vencedora       |
| Darko           | Frank Sinatra                | "My Way"                        | 7         | 8         | 5         | —                       | 20    | 6.º Lugar       |
| David Antunes   | Mick Jagger (Rolling Stones) | "(I Can't Get No) Satisfaction" | 10        | 10        | 10        | 6                       | 36    | 3.º Lugar       |
| Marta Andrino   | Jennifer Lopez               | "Ain't Your Mama"               | 6         | 9         | 7         | 3                       | 25    | 5.º Lugar       |
| Carolina Torres | Não atuou                    | Não atuou                       | 4         | 4         | 4         | —                       | 12    | 8.º Lugar       |

Outras atuações
| Convidado                                                               | Artista imitado | Canção             |
| Isabel Silva, Marisa Cruz, Mónica Jardim, Olívia Ortiz, Pimpinha Jardim | Excesso         | "Eu Sou Aquele"    |
| José Carlos Pereira                                                     | Seal            | "Kiss From a Rose" |

### 9.ª Gala (17 de dezembro de 2016)
| Concorrente     | Artista imitado              | Canção                    | Pontuação | Pontuação | Pontuação | Pontuação               | Total | Resultado final |
| Concorrente     | Artista imitado              | Canção                    | Zeca      | Alexandra | Luís      | Colegas (5+3 pts. cada) | Total | Resultado final |
| David Antunes   | José Cid                     | "A Minha Música"          | 9         | 8         | 8         | 3                       | 28    | 4.º Lugar       |
| Carolina Torres | Freddie Mercury (Queen)      | "Somebody to Love"        | 4         | 4         | 4         | 3                       | 15    | 8.º Lugar       |
| Sérgio Rossi    | Celine Dion                  | "My Heart Will Go On"     | 6         | 6         | 7         | 6                       | 25    | 5.º Lugar       |
| Melânia Gomes   | Psy                          | "Gangnam Style"           | 5         | 5         | 5         | 3                       | 18    | 7.º Lugar       |
| Marta Andrino   | Teresa Salgueiro (Madredeus) | "Vaca de Fogo"            | 12        | 12        | 12        | 25                      | 61    | Vencedora       |
| Darko           | Shakira                      | "Underneath Your Clothes" | 10        | 9         | 10        | 16                      | 45    | 2.º Lugar       |
| Maria Sampaio   | Adele                        | "Rolling in the Deep"     | 7         | 10        | 6         | —                       | 23    | 6.º Lugar       |
| Jorge Mourato   | Robert Smith (The Cure)      | "Boys Don't Cry"          | 8         | 7         | 9         | 8                       | 32    | 3.º Lugar       |

Outras atuações
| Convidado      | Artista imitado | Canção           |
| Diana Monteiro | Rihanna         | "Kiss it Better" |

### 10.ª Gala: Especial de Natal (25 de dezembro de 2016)
- Nota: Este programa foi um Especial de Natal onde todos os concorrentes trouxeram um(a) convidado(a) especial para interpretarem em duplas. Nesta Gala não houve pontuações, por ser uma Gala Especial de Natal.

| Concorrente                                                 | Artista imitado                         | Canção                   |
| Sérgio Rossi & Romana                                       | Andrea Bocelli & Sarah Brightman        | "Time to Say Goodbye"    |
| Marta Andrino & Maestro Mário Rui (ao piano)                | Miley Cyrus                             | "Silent Night"           |
| Maria Sampaio & Gonçalo Cabral                              | Alicia Keys & Usher                     | "If I Ain't Got You"     |
| David Antunes & Olavo Bilac                                 | Paulo Gonzo & Olavo Bilac               | "Jardins Proibidos"      |
| Jorge Mourato & Paula Teixeira                              | Robbie Williams & Nicole Kidman         | "Somethin' Stupid"       |
| Melânia Gomes, Luís Jardim, Ruben Madureira & Sissi Martins | ABBA (Anni-Frid, Benny, Björn, Agnetha) | "Waterloo"               |
| Darko & Sandra Celas                                        | Michael Bublé & Nelly Furtado           | "Quando, Quando, Quando" |
| Carolina Torres & Anabela                                   | Bono & Mary J. Blige                    | "One"                    |

Outras atuações
| Convidado              | Artista imitado              | Canção                    |
| FF                     | Nat King Cole & Natalie Cole | "Unforgettable"           |
| Wanda Stuart           | Sade                         | "Is It a Crime"           |
| Mico da Câmara Pereira | Bill Nighy                   | "Christmas is All Around" |

### 11.ª Gala (7 de janeiro de 2017)
| Concorrente     | Artista imitado   | Canção                              | Pontuação | Pontuação | Pontuação | Pontuação               | Total | Resultado final |
| Concorrente     | Artista imitado   | Canção                              | Zeca      | Alexandra | Luís      | Colegas (5+3 pts. cada) | Total | Resultado final |
| Jorge Mourato   | Toto Cutugno      | "L'italiano"                        | 5         | 6         | 5         | 3                       | 19    | 7.º Lugar       |
| Melânia Gomes   | Marilyn Monroe    | "Diamonds Are a Girl's Best Friend" | 8         | 7         | 8         | 3                       | 26    | 6.º Lugar       |
| Sérgio Rossi    | Fernando Maurício | "Igreja de Santo Estêvão"           | 7         | 5         | 7         | 8                       | 27    | 5.º Lugar       |
| Carolina Torres | Etta James        | "I Just Want to Make Love to You"   | 10        | 12        | 12        | 10                      | 44    | 2.º Lugar       |
| Maria Sampaio   | Bob Marley        | "Is This Love"                      | 4         | 4         | 4         | 3                       | 15    | 8.º Lugar       |
| Darko           | Lenny Kravitz     | "Fly Away"                          | 6         | 8         | 6         | 14                      | 34    | 3.º Lugar       |
| Marta Andrino   | Alanis Morissette | "Ironic"                            | 9         | 9         | 9         | 5                       | 32    | 4.º Lugar       |
| David Antunes   | Shaggy            | "Angel"                             | 12        | 10        | 10        | 18                      | 50    | Vencedor        |

Outras atuações
| Convidado   | Artista imitado   | Canção                    |
| Rui Andrade | Justin Timberlake | "Can't Stop the Feeling!" |

### 12.ª Gala (14 de janeiro de 2017)
| Concorrente     | Artista imitado             | Canção                      | Pontuação | Pontuação | Pontuação | Pontuação               | Total | Resultado final |
| Concorrente     | Artista imitado             | Canção                      | Zeca      | Alexandra | Luís      | Colegas (5+3 pts. cada) | Total | Resultado final |
| Melânia Gomes   | Beatriz Costa               | "Marcha de São Vicente"     | 6         | 4         | 7         | —                       | 17    | 7.º Lugar       |
| Jorge Mourato   | Louis Armstrong             | "What a Wonderful World"    | 12        | 9         | 12        | 21                      | 54    | Vencedor        |
| Marta Andrino   | Patti LaBelle               | "Lady Marmalade"            | 8         | 10        | 6         | 3                       | 27    | 5.º Lugar       |
| David Antunes   | Pedro Abrunhosa             | "Eu Não Sei Quem te Perdeu" | 5         | 5         | 5         | 5                       | 20    | 6.º Lugar       |
| Maria Sampaio   | Björk                       | "It's Oh So Quiet"          | 10        | 12        | 10        | 16                      | 48    | 2.º Lugar       |
| Darko           | Toni Braxton                | "Un-Break My Heart"         | 4         | 8         | 4         | —                       | 16    | 8.º Lugar       |
| Sérgio Rossi    | Katia Guerreiro & Noidz     | "Estranha Forma de Vida"    | 7         | 6         | 8         | 8                       | 29    | 4.º Lugar       |
| Carolina Torres | Robert Plant (Led Zeppelin) | "Whole Lotta Love"          | 9         | 7         | 9         | 11                      | 36    | 3.º Lugar       |

Outras atuações
| Convidado         | Artista imitado | Canção          |
| Cristina Ferreira | Nel Monteiro    | "Azar na Praia" |

### Final (21 de janeiro de 2017)
- Ao contrário das outras edições, o júri revelou apenas quem queria que fosse o vencedor, ao invés de atribuir 8, 9, 10 e 12 pontos.

| Concorrente   | Artista imitado | Canção                 | Pontuação | Pontuação | Pontuação | Resultado final |
| Concorrente   | Artista imitado | Canção                 | Zeca      | Alexandra | Luís      | Resultado final |
| David Antunes | Joe Cocker      | "You Are So Beautiful" | ✔         |           | ✔         | Vencedor        |
| Maria Sampaio | Whitney Houston | "Run to You"           |           | ✔         |           | 2.º Lugar       |
| Jorge Mourato | David Bowie     | "Let's Dance"          |           |           |           | 3.º Lugar       |
| Darko         | Jeff Buckley    | "Hallelujah"           |           |           |           |                 |

Outras atuações
| Convidado        | Artista imitado                                                   | Canção                                                                     |
| Fernando Pereira | Anastacia, CeeLo Green (Gnarls Barkley), Mika, Madonna, Lady Gaga | "Left Outside Alone", "Crazy", "Grace Kelly", "Celebration", "Bad Romance" |
| Carolina Torres  | Shania Twain                                                      | "Man! I Feel Like a Woman!"                                                |
| Sérgio Rossi     | Stevie Wonder                                                     | "Lately"                                                                   |
| Melânia Gomes    | Amália Rodrigues                                                  | "Senhor Extraterrestre"                                                    |
| Marta Andrino    | Lorde                                                             | "Royals"                                                                   |

## Audiências
| Gala | Transmissão            | Rating | Share | Ref.   |
| ---- | ---------------------- | ------ | ----- | ------ |
| 1    | 22 de outubro de 2016  | 15,1%  | 35,3% | [ 2 ]  |
| 2    | 29 de outubro de 2016  | 12%    | 30,6% | [ 3 ]  |
| 3    | 5 de novembro de 2016  | 12,5%  | 28,5% | [ 4 ]  |
| 4    | 12 de novembro de 2016 | 11,6%  | 27,5% | [ 5 ]  |
| 5    | 19 de novembro de 2016 | 10,9%  | 26,1% | [ 6 ]  |
| 6    | 26 de novembro de 2016 | 13,9%  | 30,8% | [ 7 ]  |
| 7    | 4 de dezembro de 2016  | 12,2%  | 28,4% | [ 8 ]  |
| 8    | 10 de dezembro de 2016 | 11,8%  | 28,5% | [ 9 ]  |
| 9    | 17 de dezembro de 2016 | 11,8%  | 29,4% | [ 10 ] |
| 10   | 25 de dezembro de 2016 | 10,1%  | 24,8% | [ 11 ] |
| 11   | 7 de janeiro de 2017   | 9,6%   | 27%   | [ 12 ] |
| 12   | 14 de janeiro de 2017  | 14,1%  | 30,7% | [ 13 ] |
| 13   | 21 de janeiro de 2017  | 14,5%  | 31,6% | [ 14 ] |

| Gala | Espetadores | Posição (no dia) | Ref.   |
| ---- | ----------- | ---------------- | ------ |
| 1    | 1.434.500   | 1.º              | [ 2 ]  |
| 2    | 1.140.000   | 1.º              | [ 3 ]  |
| 3    | 1.187.500   | 1.º              | [ 4 ]  |
| 4    | 1.121.000   | 2.º              | [ 5 ]  |
| 5    | 1.055.000   | 1.º              | [ 6 ]  |
| 6    | 1.343.000   | 1.º              | [ 7 ]  |
| 7    | 1.183.000   | 1.º              | [ 8 ]  |
| 8    | 1.143.000   | 1.º              | [ 9 ]  |
| 9    | 1.121.000   | 1.º              | [ 10 ] |
| 10   | 959.500     | 3.º              | [ 11 ] |
| 11   | 912.000     | 2.º              | [ 12 ] |
| 12   | 1.364.000   | 1.º              | [ 13 ] |
| 13   | 1.408.000   | 1.°              | [ 14 ] |